# ستيف بيرنال
ستيف بيرنال (بالإنجليزية: Steve Bernal)‏ هو لاعب كرة قدم أمريكي، ولد في 3 يوليو 1978 في الولايات المتحدة. لعب مع شيكاغو فاير ونادي دالاس.

## وصلات خارجية
- ستيف بيرنال على موقع الدوري الأمريكي (الإنجليزية)
- ستيف بيرنال على موقع قاعدة بيانات كرة القدم.إي يو (الإنجليزية)